# Миссионерское Братство «Вербум Деи»
Миссионерское Братство «Вербум Деи» (исп. Fraternidad Misionera Verbum ) — римско-католическая «созерцательно-активная» миссионерская община. Братство основал Святой Отец Хайме Бонет 17 января 1963 года на испанском острове Майорка. Община была утверждена церковью 15 апреля 2000 года, Папой Иоанном Павлом II как Институт посвященной жизни Папского права.

## Структура
«Вербум Деи» — переводится с латыни как «Слово Божье». Согласно установлениям, принятым в день утверждения её Папой Иоанном Павлом II, миссия Братства состоит в том, чтобы помогать людям в изучении Священного Писания (Библии) и понимании Христианского учения. А также в распространении Царства Божьего: через молитву, через служение посредством Слова и свидетельства Евангельской жизни. Община состоит из посвященных женщин, посвященных мужчин (братьев и священников) и посвященных супружеских пар.
Задача Миссионерского Братства «Вербум Деи» заключается в предоставлении возможности участвовать в пути Христианского ученичества, как для отдельных людей, так и для обществ. Это ученичество формируется в духовности, основой которой служит Священное Писание и католическая традиция. Благодаря этому, основы Христианской веры проявляются через общину в жизнь. Все посвящённые члены общины на протяжении нескольких лет проходят академическое обучение философии и теологии, также как это имеет место в католической духовной семинарии. Повседневная жизнь миссионера включает в себя несколько часов созерцательной молитвы в молчании.
Деятельность «Вербум Деи» осуществляется в пределах Католической Церкви, но не ограничивается лишь церковным служением. Братство проводит различные общественные мероприятия и образовательные программы для людей всех возрастов. Такие как: духовные упражнения (молитвенное пребывание в молчании), изучение Святого Писания, духовно-образовательные программы и семинары для мужчин и женщин, для супружеских пар, для молодёжи и подростков, а также занимается организацией паломничеств по святым местам.
Люди разных государств и сфер жизни участвуют в Институте «Вербум Деи» на пяти континентах: одинокие и находящиеся в браке, пожилые и молодые, разных социальных статусов и профессий.
Община «Вербум Деи» поддерживает людей в их духовном поиске, когда те приходят к ним стремясь получить духовные знания и поддержку. Для таких людей проводятся учебные группы, которые позволяют им расширять свои знания о Боге и духовности, о Христианское вере и находить общение на данные темы, задавать вопросы — и получать ответы от духовенства и всех членов общины.
Ещё одним аспектом деятельности общины является работа со студентами университетов и ВУЗов, тем самым помогая молодежи воспитывать в себе больше христианских качеств и придерживаться принципов духовности и нравственности в жизни, понимать значение и важность этого. «Вербум Деи» — испанское общество, и потому особое значение имеет его помощь в христианском образовании в отношении испано-говорящих студентов и жителей в России. Некоторые посвященные члены братства работают католическими священнослужителями в университетах многих стран.
Миссионеры Братства осуществляют своё служение в 30 странах мира: Англия, Германия, Италия, Португалия, Россия, Испания, Аргентина, Боливия, Бразилия, Чили, Колумбия, Эквадор, Коста-Рика, Гондурас, Мексика, Перу, США, Венесуэла, Камерун, Конго, Экваториальная Гвинея, Кот-д’Ивуар (берег слоновой кости), Австралия, Сингапур, и на Тайване. В течение определённого времени община присутствовала во Франции, Бельгии, Ирландии, Польше, Гонконге и других странах.